# Chief Officer (Wirtschaft)
Als Chief … Officer (C.O oder CxO) wird im englischsprachigen Raum eine Führungskraft bezeichnet. Die übliche Verwendung des CO ist die eines Vorstandes.
Chief ohne Anhängung des Titels „Officer“ (also beispielsweise „Chief Administrator“) ist meist eine im englischsprachigen Raum gebräuchliche Bezeichnung für einen Abteilungsleiter in einem größeren Unternehmen und entspricht der Verwendung von „Senior“ („Senior Administrator“).
Die aus dem amerikanischen bzw. angelsächsischen Raum stammenden Bezeichnungen setzen sich – aufgrund der Globalisierung und Internationalisierung – immer mehr auch im deutschsprachigen Raum durch. Hierbei werden auch Marketing- bzw. Imageziele verfolgt.
Abgeleitet davon wird die erste Führungsebene eines Unternehmens auch als „C-Level“ bezeichnet.

## Liste der Chief Officers
Die folgende Liste gibt eine Übersicht über die möglichen CO-Titel. Dabei sind traditionell am häufigsten der Chief Executive Officer (CEO), Chief Financial Officer (CFO) und der Chief Operations Officer (COO) anzutreffen. Allerdings ist zu beachten, dass die Auswahl eines Chief Officer in einem bestimmten Unternehmen immer von dessen Branche und/oder Spezialisierung abhängt. Das heißt, ein Technologieunternehmen wird eher einen Chief Technical Officer beschäftigen als ein Medienunternehmen, das dafür wahrscheinlich einen Chief Creative Officer einstellt. Außerdem müssen auch nicht alle COs auf der Vorstandsebene angetroffen werden.
- Chief Accounting Officer
- Chief Administrative Officer
- Chief Analytics Officer
- Chief Branding Officer
- Chief Business Development Officer
- Chief Channel Officer
- Chief Commercial Officer
- Chief Communications Officer
- Chief Compliance Officer
- Chief Content Officer
- Chief Creative Officer
- Chief Credit Officer
- Chief Culture Officer
- Chief Customer Officer
- Chief Design Officer
- Chief Development Officer
- Chief Digital Officer
- Chief Data Officer
- Chief Executive Officer
- Chief Experience Officer[1]
- Chief Financial Officer
- Chief Human Resources Officer
- Chief Happiness Officer
- Chief Information Officer
- Chief Information Security Officer
- Chief Innovation Officer
- Chief Investment Officer
- Chief Knowledge Officer
- Chief Learning Officer
- Chief Legal Officer
- Chief Listening Officer
- Chief Logistic Officer
- Chief Marketing Officer
- Chief Medical Officer
- Chief Merchandising Officer
- Chief Merging and Acquisitions Officer
- Chief Networking Officer
- Chief Operating Officer
- Chief Partner Officer
- Chief People Officer
- Chief Performance Officer
- Chief Privacy Officer
- Chief Procurement Officer
- Chief Process Officer
- Chief Product Officer
- Chief Quality Officer
- Chief Research Officer
- Chief Restructuring Officer
- Chief Revenue Officer
- Chief Risk Officer
- Chief Sales Officer
- Chief Science Officer
- Chief Security Officer
- Chief Solutions Officer
- Chief Strategy Officer
- Chief Sustainability Officer
- Chief Technical Officer
- Chief Value Officer
- Chief Visionary Officer
- Chief Web Officer